# Pike County (Missouri)
Das Pike County ist ein County im US-amerikanischen Bundesstaat Missouri. Im Jahr 2020 hatte das County 17.587 Einwohner und eine Bevölkerungsdichte von 10,1 Einwohnern pro Quadratkilometer. Der Verwaltungssitz (County Seat) ist Bowling Green.

## Geografie
Das County liegt im Nordosten von Missouri und grenzt im Osten an Illinois, von dem es durch den Mississippi getrennt ist. Es hat eine Fläche von 1774 Quadratkilometern, wovon 31 Quadratkilometer Wasserfläche sind. An das Pike County grenzen folgende Nachbarcountys:
| Ralls County      |                | Pike County (Illinois)    |
| Audrain County    |                | Calhoun County (Illinois) |
| Montgomery County | Lincoln County |                           |

## Geschichte

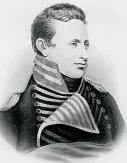
Zebulon Pike

Das Pike County wurde 1818 aus ehemaligen Teilen des St. Charles County gebildet. Benannt wurde es nach Zebulon Pike (1779–1813), einem Pionier und Erforscher der Gegend.

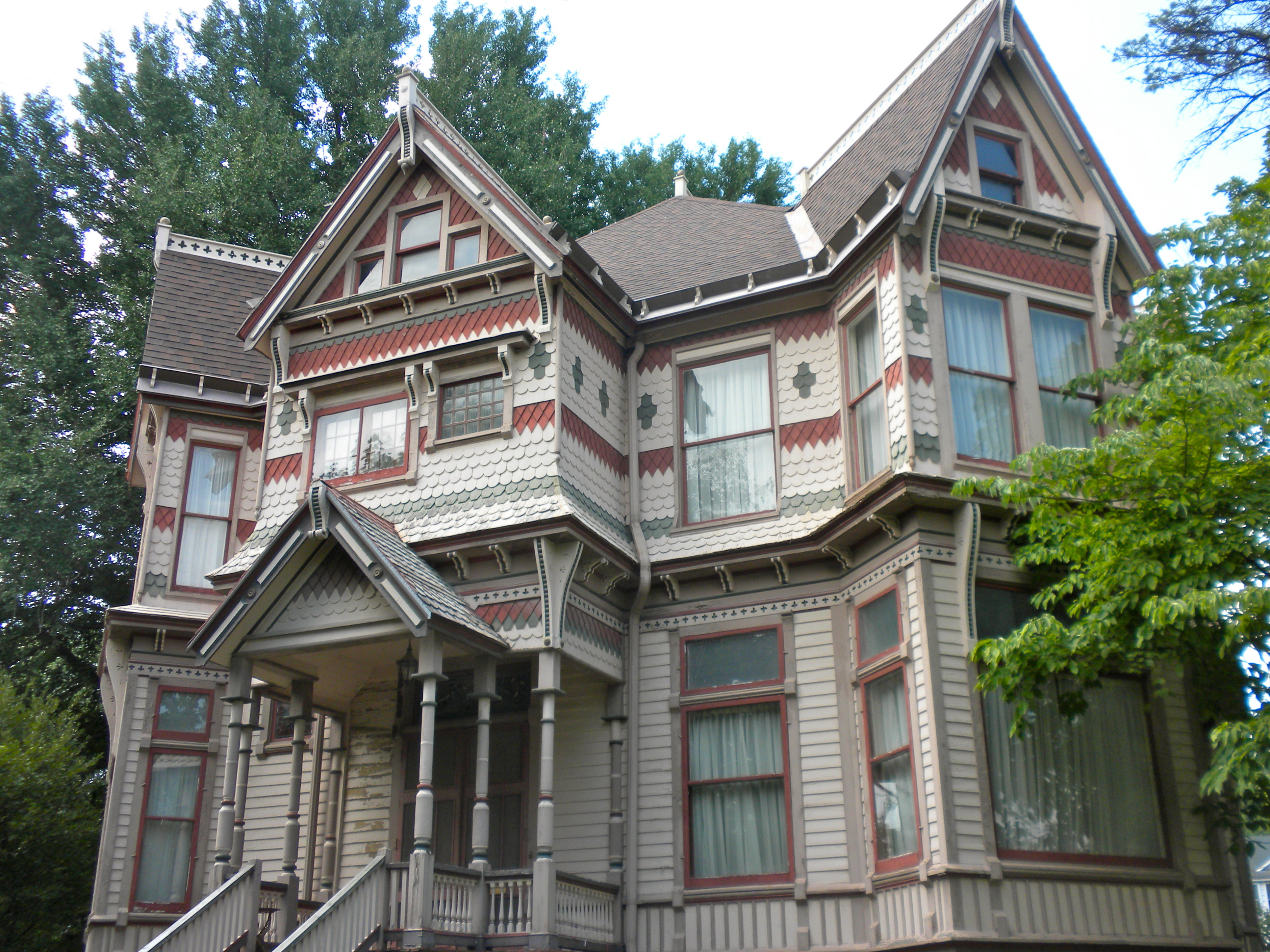
Gov. Lloyd Crow Stark House and Carriage House, gelistet im NRHP
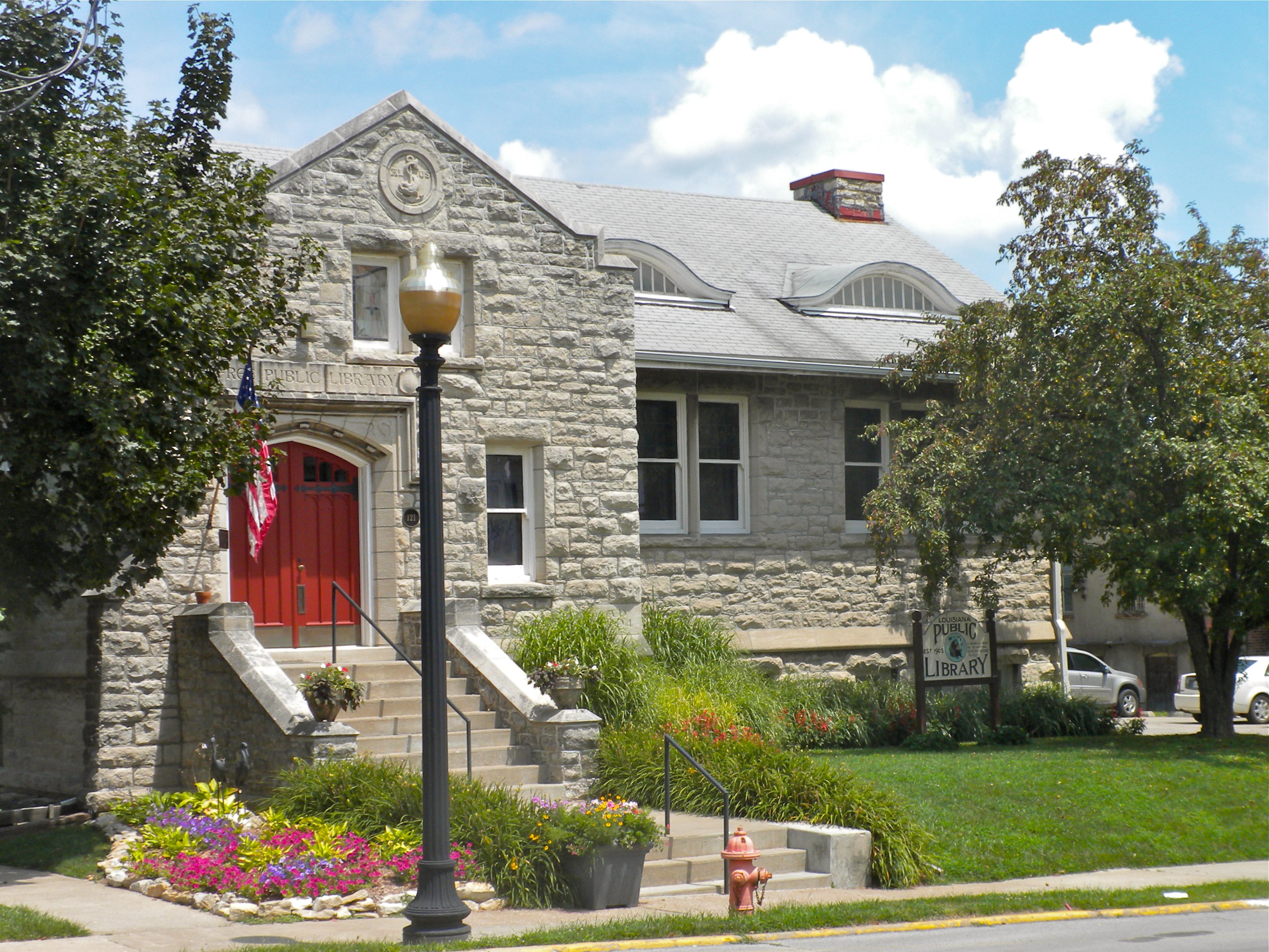
Louisiana Public Library, gelistet im NRHP
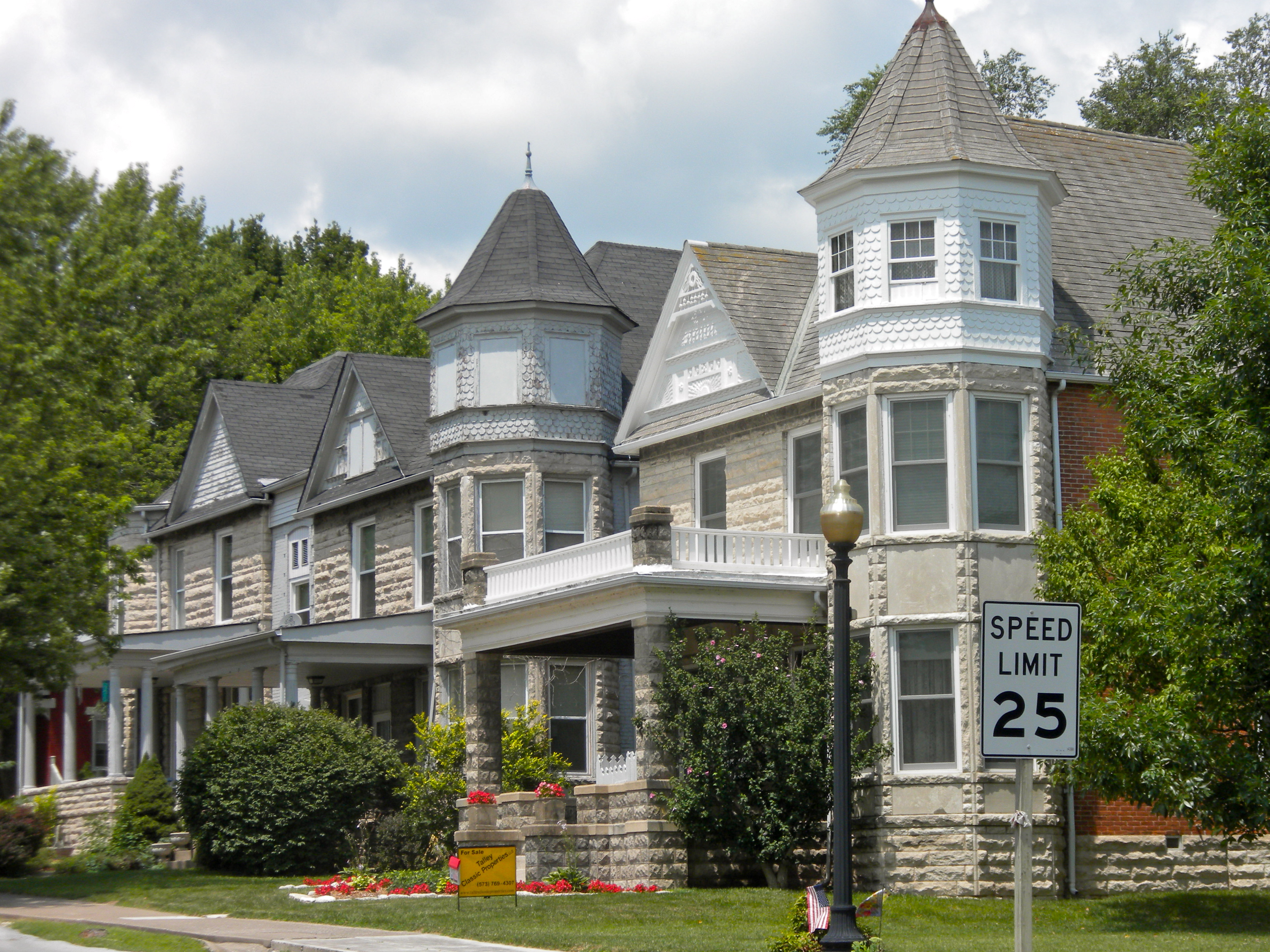
North Third Street Historic District, gelistet im NRHP

Ein Ort hat den Status einer National Historic Landmark, das James Beauchamp Clark House.

## Demografische Daten
Nach der Volkszählung im Jahr 2010 lebten im Pike County 18.516 Menschen in 6.594 Haushalten. Die Bevölkerungsdichte betrug 10,6 Einwohner pro Quadratkilometer. In den 6.594 Haushalten lebten statistisch je 2,47 Personen.
Ethnisch betrachtet setzte sich die Bevölkerung zusammen aus 90,2 Prozent Weißen, 7,2 Prozent Afroamerikanern, 0,2 Prozent amerikanischen Ureinwohnern, 0,2 Prozent Asiaten sowie aus anderen ethnischen Gruppen; 1,4 Prozent stammten von zwei oder mehr Ethnien ab. Unabhängig von der ethnischen Zugehörigkeit waren 1,8 Prozent der Bevölkerung spanischer oder lateinamerikanischer Abstammung.
22,2 Prozent der Bevölkerung waren unter 18 Jahre alt, 62,2 Prozent waren zwischen 18 und 64 und 15,6 Prozent waren 65 Jahre oder älter. 45,2 Prozent der Bevölkerung war weiblich.

Das jährliche Durchschnittseinkommen eines Haushalts lag bei 38.971 USD. Das Prokopfeinkommen betrug 18.729 USD. 16,6 Prozent der Einwohner lebten unterhalb der Armutsgrenze.

## Ortschaften im Pike County
| Citys - Bowling Green - Clarksville - Curryville | - Frankford - Louisiana | Villages - Annada - Ashburn - Eolia | - Paynesville - Tarrants |

Unincorporated Communitys
| - Ashley - Busch - Calumet - Cyrene - Edgewood - Elmwood | - Estes - Farmer - Gazette - Hope - Kissenger - LaMotte | - McCune - McIntosh - New Harmony - New Hartford - Prankford - Reading | - Roblee - Saint Clement - Sledd - Spencerburg - Stark - Vera |

## Gliederung
Das Pike County ist in zehn Townships eingeteilt:
| Township              | Einwohner (2010) | FIPS     |
| --------------------- | ---------------- | -------- |
| Ashley Township       | 519              | 29-02278 |
| Buffalo Township      | 5176             | 29-09604 |
| Calumet Township      | 1320             | 29-10594 |
| Cuivre Township       | 7298             | 29-17704 |
| Hartford Township     | 533              | 29-30682 |
| Indian Township       | 773              | 29-35090 |
| Peno Township         | 910              | 29-56972 |
| Prairieville Township | 1042             | 29-59780 |
| Salt River Township   | 147              | 29-65594 |
| Spencer Township      | 798              | 29-69392 |